# Мохамед Хеді Ель-Амрі
Мохамед Хеді Ель-Амрі (араб. محمد الهادي العامري; нар. 1906, Каляа-ес-Сагіра — пом. 30 липня 1978) — туніський письменник та історик.

## Біографія

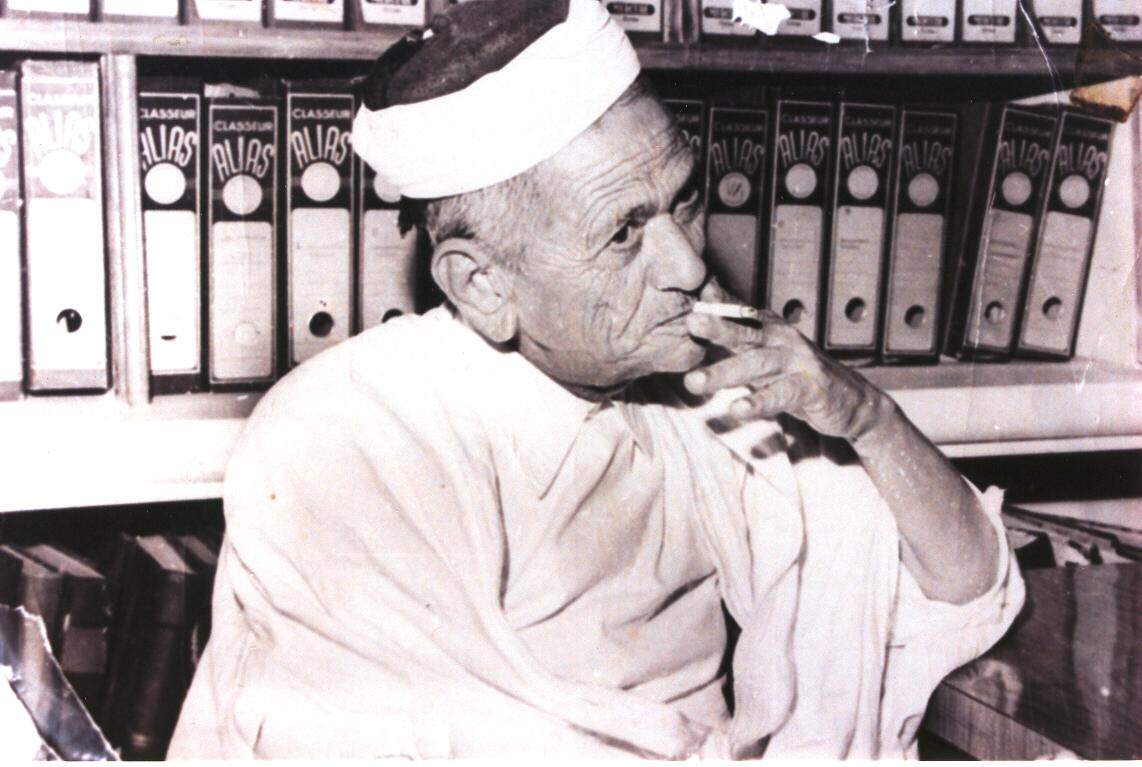
Ель-Амрі під час інтерв'ю в 1969 році

Закінчив Університет Зітуна у віці 20 років і викладав у школі Корану в Тунісі. В 1928 році призначений директором школи Корану в Монастірі, де провів понад 20 років.
Писав у туніській та єгипетській пресі з раннього віку та займався кількома політичними, культурними, релігійними та соціальними питаннями. Як тільки Туніс став незалежним у 1956 році, Ель-Амрі брав участь у національних радіопередачах до своєї смерті.

## Критика
За словами Мустафи Кілані, його різні літературні, історичні та педагогічні твори повернуть образ енциклопедичного арабського світу. Дійсно, Ель-Амрі був освічений за зразком великих письменників середньовіччя і був пройнятий теологічною культурою, що зародилася під час навчання в Зітуні.
Захоплений любов'ю до читання, він проводить дослідження та захоплюється літературою, філософією та історією. Інтелектуал від консервативного Зітуна, однак він відрізнявся від чоловіків свого часу, оскільки переконував, що головними причинами затримки арабської цивілізації є подолання її, і назвав її розрив розумом як одну з причин його недорозвиненості.